# Frédéric Ier de Brehna
Frédéric Ier de Brehna (né vers 1126 et mort le 4 janvier 1182) est un membre de la maison de Wettin qui fut comte de Brehna de 1156 à 1182.

## Biographie
Frédéric est le plus jeune fils du margrave de Misnie, Conrad Ier le Pieux et de son épouse. 
Il est considéré comme le fondateur Landsberg. Frédéric acquiert de nombreux biens pour son comté de Brehna dans le Diocèse de Magdebourg : Trebus, Löben, Prettin, Burg, Schweinitz, Jessen, Klöden, Zwethau, Herzberg, Belzig, Zahna, Wiesenburg, Werben, Gommern...
Il fait de fréquents séjours aux cours tenues par l'empereur de Frédéric Ier Barberousse, ainsi il est présent en 1165 à Altenbourg, en 1173 à Goslar, en 1180 à Altenbourg et en 1181 à Erfurt. Avec son frère, Thierry d'Ostmark, il assiste Frédéric Ier lors de la malheureuse bataille de Legnano en 1176. Il intervient plusieurs fois, comme témoin dans les actes des membres de sa famille : il est par exemple témoin lorsque son frère Dedo V de Groitzsch- Rochlitz fait des dons aux monastères de Chanoines réguliers de saint Augustin fondé à Zschillen et dont l'église est consacrée en 1168. Le 28 juillet 1181 il est à l'origine avec ses frères, Othon Ier le Riche margrave de Misnie et Thierry seigneur de Landsberg et d'Eilenbourg du nouveau monastère de Petersberg. Frédéric meurt le 4 janvier 1182 il est inhumé dans l'église du monastère. Sa femme Hedwige lui survécut 19 ans.

## Union et postérité
Frédéric épouse Hedvige fille de Děpold Ier de Bohême, duc de Jemnice (allemand Jamnitz) dont :
- Othon Ier († 23 décembre 1203) ;
- Frédéric II († 16 octobre 1221) hérite du comté de Wettin en 1217, à la mort de son cousin Henri III de Wettin. Il épouse Judith de Ziegenhain († 1220) dont :
  - Othon II († 1234),
  - Thierry/Dietrich († 1267) ;
- Sophie († 1227), abbesse de Quedlinbourg.

Sa lignée perdure jusqu'à la fin du XIIIe siècle lorsqu'après la mort sans descendant des trois fils du comte Conrad Ier de Brehna († 1278) : Albert († 1284), Conrad II († 1285-1288) et Othon III († 1290) Brehna échoit au duché de Saxe et Wettin à Magdebourg.

## Sources
- (de) Cet article est partiellement ou en totalité issu de l’article de Wikipédia en allemand intitulé « Friedrich I. von Brehna » (voir la liste des auteurs), édition du 27 avril 2014.
- Anthony Stokvis, Manuel d'histoire, de généalogie et de chronologie de tous les États du globe, depuis les temps les plus reculés jusqu'à nos jours, préf. H. F. Wijnman, Israël, 1966, Margraves de Thuringe, Misnie et Lusace: « Maison de Wettin » et tableau généalogique.